# Croatia Open Umag 2023
Giải quần vợt Croatia Mở rộng 2023 Croatia Open  (còn được biết đến với Plava Laguna Croatia Open Umag vì lý do tài trợ) là một giải quần vợt nam thi đấu trên mặt sân đất nện ngoài trời. Đây là lần thứ 33 Giải quần vợt Croatia Mở rộng được tổ chức, và là một phần của ATP 250 trong ATP Tour 2023. Giải đấu diễn ra tại International Tennis Center ở Umag, Croatia, từ ngày 24 đến ngày 30 tháng 7 năm 2023.

## Điểm và tiền thưởng

### Phân phối điểm
| Sự kiện | VĐ  | CK  | BK | TK | Vòng 1/16 | Vòng 1/32 | Q  | Q2 | Q1 |
| Đơn     | 250 | 150 | 90 | 45 | 20        | 0         | 12 | 6  | 0  |
| Đôi     | 250 | 150 | 90 | 45 | 0         | —         | —  | —  | —  |

### Tiền thưởng
| Sự kiện | VĐ      | CK      | BK      | TK      | Vòng 1/16 | Vòng 1/32 | Q2     | Q1     |
| Đơn     | €85,605 | €49,940 | €29,355 | €17,010 | €9,880    | €6,035    | €3,020 | €1,645 |
| Đôi*    | €29,740 | €15,910 | €9,330  | €5,220  | €3,070    | —         | —      | —      |

*mỗi đội

## Nội dung đơn

### Hạt giống
| Quốc gia | Tay vợt                 | Xếp hạng1 | Hạt giống |
| -------- | ----------------------- | --------- | --------- |
| CZE      | Jiří Lehečka            | 33        | 1         |
| ITA      | Lorenzo Sonego          | 42        | 2         |
| AUT      | Sebastian Ofner         | 58        | 3         |
| ESP      | Roberto Carballés Baena | 60        | 4         |
| AUS      | Christopher O'Connell   | 67        | 5         |
| SUI      | Stan Wawrinka           | 74        | 6         |
| ITA      | Matteo Arnaldi          | 75        | 7         |
| ESP      | Albert Ramos Viñolas    | 79        | 8         |

- 1 Bảng xếp hạng vào ngày 17 tháng 7 năm 2023.[2]

### Vận động viên khác
Đặc cách:
- Duje Ajduković
- Martín Landaluce
- Dino Prižmić

Vượt qua vòng loại:
- Facundo Bagnis
- Flavio Cobolli
- Jesper de Jong
- Filip Misolic

### Rút lui
- Holger Rune → thay thế bởi  Juan Manuel Cerúndolo

## Nội dung đôi

### Hạt giống
| Quốc gia | Tay vợt          | Quốc gia | Tay vợt          | Xếp hạng1 | Hạt giống |
| -------- | ---------------- | -------- | ---------------- | --------- | --------- |
| ITA      | Simone Bolelli   | ITA      | Andrea Vavassori | 85        | 1         |
| FRA      | Sadio Doumbia    | FRA      | Fabien Reboul    | 89        | 2         |
| POR      | Francisco Cabral | BRA      | Rafael Matos     | 96        | 3         |
| URU      | Ariel Behar      | CZE      | Adam Pavlásek    | 100       | 4         |

- 1 Bảng xếp hạng vào ngày 17 tháng 7 năm 2023.

### Vận động viên khác
Đặc cách:
- Zvonimir Babić /  Luka Mikrut
- Blaž Rola /  Nino Serdarušić

### Rút lui
- Patrik Niklas-Salminen /  Bart Stevens → thay thế bởi  Marco Bortolotti /  Sem Verbeek

## Nhà vô địch

### Đơn
- Alexei Popyrin đánh bại  Stan Wawrinka, 6–7(5–7), 6–3, 6–4

### Đôi
- Blaž Rola /  Nino Serdarušić đánh bại  Simone Bolelli /  Andrea Vavassori, 4–6, 7–6(7–2), [15–13]